# Mélenki
Mélenki (en rus: Меленки) és una ciutat de l'óblast de Vladímir, segons el cens del 2021 tenia 13.269 habitants.